# HMS Marne (G35)
Pour les autres navires du même nom, voir HMS Marne.
Le HMS Marne est un destroyer de classe M construit pour la Royal Navy pendant la Seconde Guerre mondiale.
Sa quille est posée le 23 octobre 1939 au chantier naval Vickers-Armstrong à Newcastle-upon-Tyne, en Angleterre. Il est lancé le 30 octobre 1940 et mis en service le 2 décembre 1941, sous le commandement du lieutenant commander Hugh Nicholas Aubyn Richardson.

## Historique

### Royal Navy
Après son entraînement à Scapa Flow du 12 au 31 décembre 1941, il rejoint la 17e flottille de destroyers et l’Islande afin d’assurer des missions locales d’escorte en janvier 1942. Il rentre ensuite en Grande-Bretagne et passe en radoub à Barrow-in-Furness du 25 février au 21 mars 1942 afin de réparer certains défauts de construction. À son retour au sein de la Home Fleet, il est engagé dans l’escorte des convois de l'Arctique, notamment le QP 10 du 10 au 21 avril 1942 et le PQ 16 du 25 au 28 mai 1942. Lors d'une escorte avec le PQ 15, il secourt en compagnie du Martin 169 survivants du Punjabi, coulé après une collision avec le cuirassé King George V.

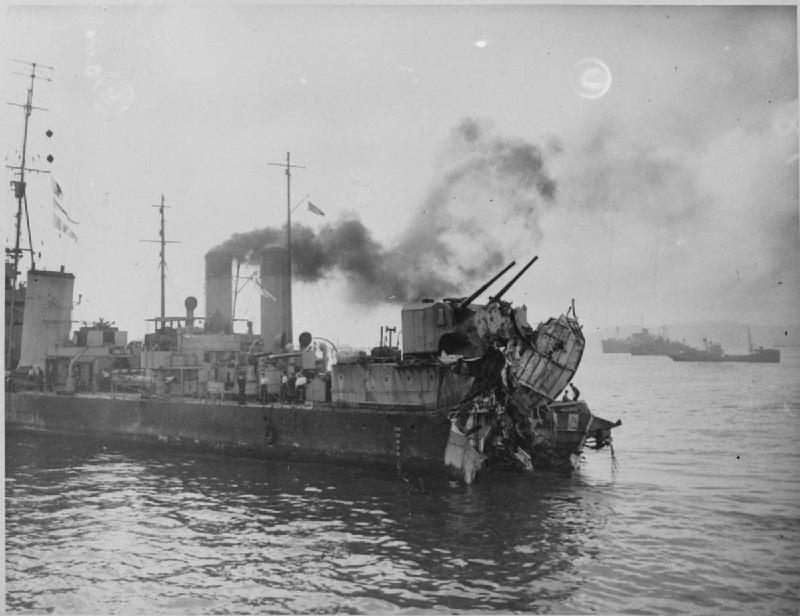
Remorquage du Marne à Gibraltar (novembre 1942).

Il est ensuite détaché en Méditerranée, faisant partie de l’escorte rapprochée de l'opération Harpoon. Il retourne ensuite en Grande-Bretagne et avec les Blankney, Middleton et Martin, amenant du ravitaillement et des munitions aux navires du convoi QP 14 en cours de formation à Mourmansk. Le 25 août 1942, sur la base d’une information Ultra, il va en compagnie du Martin et de l’Onslaught intercepter et couler le mouilleur de mines allemand Ulm dans le sud de l’île aux Ours, recevant durant cette action quelques éclats d'obus. Réparé, le Marne va rejoindre l’escorte du convoi PQ 18 du 12 au 18 septembre 1942. Il rentre en Grande-Bretagne avec le QP 14 et en septembre 1942, est transféré à la 3e flottille de destroyers.
Le 25 octobre 1942, il arrive à Gibraltar pour participer à l’opération Torch. Le 12 novembre, alors qu’en compagnie du Venomous (en), il escortait le navire atelier Vindictive et navire dépôt HMS Hecla dans l’ouest de Gibraltar, il reçoit à 01 h 53 un message l’informant que l’Hecla vient d’être torpillé par l'U-515 et doit être abandonné. Le Marne va alors venir le long de l’Hecla à bâbord, à environ deux encablures, afin de recueillir les naufragés. À ce moment, les deux navires sont victimes d’une salve de torpilles, tous les deux sont touchés et le Marne se retrouve sans poupe jusqu’au niveau de la tourelle arrière ; l’Hecla coula dans l'attaque. Il faudra attendre le 13 novembre, plus de 30 heures après l’attaque pour le remorqueur Salvonia vienne le prendre en remorque afin de le ramener à Gibraltar qu'ils atteignent le 15 novembre. Un aspirant et 12 matelots seront tués dans cette attaque.
Des réparations temporaires sont entreprises à Gibraltar mais ce n’est pas avant le 2 février 1943 que le Marne quitte Gibraltar, remorqué par l’Eminent. Il arrive dans la Tyne via Methil le 25 février. Les réparations sont effectués par le chantier Swan Hunter à partir du 4 mars, appareillant de la Tyne pour Scapa Flow le 10 février 1944. Après des entraînements, il rejoint la 3e flottille de destroyers (Home Fleet) le 23 mars 1944. Il va ensuite escorter les convois RA 59, JW 60, RA 60 entre août et octobre 1944.
Le Marne et le reste de la 3e flottille sont ensuite transféré en Méditerranée. Après avoir réparé quelques avaries à Newcastle du 6 au 31 octobre 1944, le destroyer gagne Alexandrie en novembre 1944, opérant ainsi en Méditerranée orientale pour une période 16 mois. Le 4 décembre 1944, en compagnie du Meteor et Musketeer, il escorte l’Arethusa lors du dernier bombardement de Rhodes. Il va effectuer des missions, d’escortes de patrouilles et de bombardements jusqu’à la fin de la guerre.
Le 6 décembre 1945, il fut décidé que les Marne, Matchless, Milne et Musketeer soient remplacés par des destroyers de type V.
Le 29 juin 1946, il est versé dans la réserve B à Portsmouth. Il va rester dans cet état jusqu’en 1957. Entre-temps, il sera reclassé dans la classe III de la réserve et transféré à Penarth en décembre 1957. Le 16 février 1951, il fut annoncé que le Marne devait être converti en frégate type 62 dans le cadre du programme Air Direction Programme, mais cela fut annulé le 15 mai 1954.

### Marine turque
Le 24 septembre 1957, sa vente à la Turquie fut annoncée dans le cadre d’un accord signé à Ankara le 16 août 1957. Modernisé — équipé nouveau rouf et d'un système Squid —, il est refondu par le chantier J.R. Dawson de South Shields. Le 23 avril 1959, il est officiellement transféré à la marine turque et rebaptisé Mareşal Fevzi Çakmak (d'après Fevzi Çakmak), mais ce n’est qu'en juin 1959 que les turcs en prirent réellement possession.
Le navire opéra dans la marine jusqu'en 1970, date à laquelle il fut déclassé et mis au rebut.